# 四川省作家协会
四川省作家协会，简称四川省作协，是中华人民共和国四川省文学工作者组成的专业性人民团体，是中国作家协会的团体会员。其最高权力机构为四川省作家协会代表大会。

## 历届主席
第一届1949-
主席：沙汀
第二届1980-
主席：马识途
第七届2009-
主 席： 阿来(藏)。
常务副主席：吕汝伦。副主席：勾春平、傅恒、意西泽仁(藏)、裘山山(女)、梁平、李一清、倮伍拉且(彝)、何世平、麦家、曹纪祖、邓贤、杨红樱(女)。
第八届2016-
主席：阿来（藏族）
常务副主席：侯志明。副主席：梁平、倮伍拉且（彝族）、杨红樱（女）、龚学敏、伍立杨（回族）、罗伟章、格绒追美（藏族）、骆平（女）、贺小晴（女）、袁野。
第九届2021-
主席：阿来。
常务副主席：侯志明。
副主席：代勇、伍立杨、李怡、杨红樱、张勇、罗伟章、骆平、袁野、龚学敏、蒋蓝、谢正贵。